# Valère Germain
Valère Germain (* 17. dubna 1990, Marseille, Francie) je francouzský fotbalový útočník, který působí v klubu AS Monaco FC.
Jeho otcem je bývalý francouzský fotbalový reprezentant Bruno Germain.

## Klubová kariéra
V profesionálním fotbale debutoval v roce 2011 v dresu klubu AS Monaco FC.

## Reprezentační kariéra
Valère Germain působil v mládežnických výběrech Francie U20 a U21.